# Рашад Алакбаров
Рашад Алакбаров (Rashad Alakbarov) — бакинський митець, художник з Азербайджану, який створює картини за допомогою гри світла і тіні. Замість полотна він використовує стіну, а замість фарб і пензля — розміщені певним чином предмети і джерело світла. Тінь, що проектуються на стіну від цих предметів, створює неймовірні зображення. За своєю суттю, тіньове мистецтво знаходиться поміж скульптурою та живописом, коли тривимірні об'єкти перетворюються в двовимірні зображення.
В якості матеріалів для творчості Рашад використовує різний непотріб: порожні пластикові пляшки побутове сміття, шматки картону, бляшанки металевих брухт та багато іншого. З цих речей митець створює на перший погляд випадкові нагромадження. Але варто лише спрямувати на них промінь світла під певним кутом, як тіні, відкинуті предметами, утворюють справжні художні шедеври. Теоретично, процес створення тіньової картини здається простим. На дійсності він потребує терпіння, розвинутої фантазії і об'ємного просторового мислення.

## Біографія
Рашад Алакбаров народився 1979 року в Баку. Закінчив факультет декоративного мистецтва Азербайджанської державної академії образотворчого мистецтва у Баку (2001 р.). Художник працював у різних жанрах і техніках, включно з малюнком, скульптурою та створенням театральних декорацій. Зрештою, весь цей досвід злився в єдине ціле — тіньові об'ємні інсталяції.

## Перший успіх
Найвідомішою і, водночас, найбільш незвичайною та яскравою картиною Алакбарова є робота «Політ у Баку», «намальована» тінями від різнокольорових літачків з прозорого пластика, підвішених до стелі так, немов вони летять в одній зграї. Картина вперше була представлена публіці в лондонській галереї De Pury Gallery 29 січня 2011 року та отримала найвищу оцінку критиків і поціновувачів сучасного мистецтва.

## Творчість
Сьогодні Рашад Алакбаров — знаний представник сучасної арт-спільноти художників. Його роботи користуються попитом на мистецьких виставках і слугують яскравою окрасою відомих галерей. Інсталяції Рашада є в приватних колекціях Азербайджану, Італії, Туреччини і Росії. Він неодноразово експонувався за кордоном в рамках масштабних виставок. Персональні, певно, не за горами — інсталяції художника тонкі, вони пробуджують фантазію, а значить, зростання інтересу до них гарантоване.
Рашад продовжує вдосконалювати свою художню майстерність — малює тінями і світлом, зображуючи на стінах силуети європейських і азійських міст, слова і букви, чоловічі та жіночі портрети. Рашад дедалі більше ускладнює композиції, що вимагає досконалої техніки виконання роботи. Чим ретельніше митець вибудує конструкцію з непотребу, тим чіткішими і рівнішими будуть «мазки», тим акуратнішою вийде картина.

## Думка критиків
На думку критиків, використане в роботах Рашада сміття надзвичайно яскраво підкреслює всю трагічність і емоційність розказаних ним історій, в яких багато радості, болю, горя, щастя і самотності. Сьогодні мало хто наважується працювати зі світлом і тінню, тому що головним інструментом в такій творчості є не пензель з фарбами, а уява, якою обділена більшість сучасних художників.

## Перспективи
Творість Алакбарова вирізняється з-поміж інших емоційністю і чуттєвістю. Кожен штрих композиції має бути продуманий заздалегідь, найменше зрушення матеріалу призводить до руйнування картини. Роботи художника відображають його внутрішній світ і життєвий досвід, переживання та думки, викликаючи живий відгук споглядача. Соціальні мотиви митець подає з витонченістю і філософською глибиною. Алакбаров один з небагатьох модерних митців, який зміг підкорити мистецтво малювання тінями. Прогресивному арт-напрямку на стику скульптури та живопису пророчать великі перспективи.